# Gaetana Sterni
Gaetana Sterni, S.D.V. (26. června 1827, Cassola – 26. listopadu 1889, Bassano del Grappa) byla italská římskokatolická řeholnice, zakladatelka a členka kongregace Sester Boží vůle. Katolická církev ji uctívá jako blahoslavenou.

## Život
Narodila se dne 26. června 1827 v Cassole v provincii Vicenza jako jedenáctá ze čtrnácti dětí Giovanu Battistovi Sternimu z Benátek a Giovanně Chiuppani z Bassana del Grappa. Pokřtěna byla ještě v den svého narození v místním kostele San Giovanni Evangelista. Dne 17. května 1835 přijala spolu se sestrou Rosou svátost biřmování z rukou padovského biskupa Modesta Fariny a po náhlé smrti své sestry Margherity se s rodinou přestěhovala do Bassana del Grappa. V roce 1836 její otec vážně onemocněl stařeckou demencí. Roku 1837 přijala své první svaté přijímání. Během dospívání byla duchovně vedena otcem Antoniem Maritanim. Jeho bratr Francesco se rozhodl opustit rodinu a věnovat se divadlu. Její otec zemřel v květnu roku 1838.
Dne 7. listopadu 1842 se provdala za Liberale Conteho, o šestnáct let staršího než ona a vdovce se třemi dětmi, který zemřel po pouhých osmi měsících manželství s ní. S manželem měla nevlastní děti Ippolitu, Luigiho a Antonii. Několik měsíců po manželově smrti, 15. prosince 1843, se jí narodilo dítě, pokřtěné jménem Liberale Francesco, které však o několik dní později zemřelo.
V březnu roku 1844 se přestěhovala do jiného bytu společně s dcerami svého manžela. Měla však problémy s příbuznými jejího zemřelého manžela a roku 1846 se rozhodla vrátit domů za matkou. Dne 1. února 1847 vstoupila spolu se svoji sestrou Rosou do kláštera Dcer lásky v Bassano del Grappa. Dne 17. února 1849 zemřela její matka, načež odešla z kláštera, aby se starala o své sourozence. Po matčině smrti se věnovala psaní svých mystických zážitků a duchovních myšlenek.
Začala uvažovat o vytvoření komunity žen, které by se věnovaly péči o nemocné. Přibližně v roce 1860 začala sepisovat stanovy nové kongregace. Dne 20. srpna 1865 založila ženskou řeholní kongregaci Sester Boží vůle a spolu se svými společnicemi v ní složila řeholní sliby.
Zemřela dne 26. listopadu 1889 v Bassano del Grapom kde jsou také v mateřském domě jí založené kongregace uchovávány její ostatky.

## Úcta
Její beatifikační proces započal roku 1960, čímž obdržela titul služebnice Boží. Dne 22. ledna 1991 ji papež sv. Jan Pavel II. podepsáním dekretu o jejích hrdinských ctnostech prohlásil za ctihodnou. Dne 24. dubna 2001 byl uznán zázrak na její přímluvu, potřebný pro její blahořečení.
Blahořečena pak byla dne 4. listopadu 2001 na Svatopetrském náměstí papežem sv. Janem Pavlem II.
Její památka je připomínána 26. listopadu. Bývá zobrazována v řeholním oděvu. Je patronou jí založené kongregace.